# Colby Stevenson
Colby Stevenson (Portsmouth, 3 oktober 1997) is een Amerikaans freestyleskiër die is gespecialiseerd in de slopestyle en de halfpipe. 

## Carrière
Stevenson maakte op 9 december 2011 reeds op 14-jarige leeftijd zijn debuut in de wereldbeker. Tijdens de Wereldkampioenschappen freestyleskiën 2015 in Kreichsberg eindigde Stevenson 8e in de slopestyle. 
Op 28 januari 2017 behaalt Stevenson zijn eerste overwinning in een wereldbekerwedstrijd met winst op de slopestyle in Seiser Alm. 

## Resultaten

### Wereldkampioenschappen
| Jaar | Plaats      | Resultaat     |
| ---- | ----------- | ------------- |
| 2015 | Kreichsberg | 8e Slopestyle |

### Wereldbeker
Eindklasseringen
| Seizoen   | Algm | BA  | HP  | SS     |
| --------- | ---- | --- | --- | ------ |
| 2011/2012 | 250e | –   | –   | 55e    |
| 2015/2016 | 85e  | –   | 32e | 22e    |
| 2016/2017 | 66e  | –   | –   | 9e     |
| 2017/2018 | 145e | –   | –   | 26e    |
| 2018/2019 | 27e  | 24e | –   | 5e     |
| 2019/2020 | 15e  | 17e | –   | Zilver |

Wereldbekerzeges
| Datum           | Plaats     | Onderdeel  |
| --------------- | ---------- | ---------- |
| 28 januari 2017 | Seiser Alm | Slopestyle |